# 에드위그 페네치
에드비지 페네크(Edwige Fenech, 1948년 12월 24일 ~ )는 프랑스 태생의 이탈리아 배우, 영화 제작자이다.

## 출연 작품
- 호스텔 2 (2007년)
- 베니스의 상인 (2004년)
- 소노 포토제니코 (1980년)
- 배틀 포스 (1977년)
- 섹스 위드 어 스마일 (1976년) - 에밀리아 역
- 무법자 스테파노 (1973년)
- 프랑크와 토니 (1973년)
- 올 더 컬러스 오브 더 다크 (1972년)
- 너의 죄악은 밀실, 오직 나만이 열쇠를 가지고 있다 (1972년)
- 워드 부인의 이상한 죄악 (1971년)
- 8월의 달을 위한 다섯 인형들 (1970년)